# Carl Gustaf Ekman
Carl Gustaf Ekman (Munktorp, 6 ottobre 1872 – Stoccolma, 15 giugno 1945) è stato un politico svedese.
È stato per due volte Primo ministro della Svezia, dal 7 giugno 1926 al 2 ottobre 1928 e dal 7 giugno 1930 al 6 agosto 1932.